# Protaxymyia melanoptera
Espèce
Protaxymyia melanoptera est une espèce d'insectes diptères de la famille des Axymyiidae. C'est l'une des deux seules espèces représentantes du genre Protaxymyia.